# Поверхня ковзання (геологія)
Поверхня ковзання (рос. скольжения поверхность, англ. glide surface, sliding surface, slicken-side; нім. Gleitebene f, Gleitfläche f) — у геології — поверхня, що розділяє дисгармонійно зім'яті (зім'яті з різною інтенсивністю) товщі гірських порід або алохтонні утворення від автохтонних, а також одні алохтонні пластини від інших в районах покривної (шар'яжної) будови.
Поверхня ковзання, як правило, приурочена до межі товщ з різко контрастними реологіч. властивостями, або до пачок шарів з різко зниженою в порівнянні з суміжними товщами в'язкістю — до глин, гіпсу, мергелів, серпентинів, або до шарів з аномально високим тиском порової води. Ці явища поширені в складчастих спорудах різного віку.